# USS Maine (ACR-1)
USS Maine (ACR-1) – amerykański krążownik pancerny, klasyfikowany także jako pancernik, pierwszy okręt US Navy o tej nazwie, jego zatonięcie po eksplozji w Hawanie było jedną z przyczyn wybuchu wojny amerykańsko-hiszpańskiej.
Kongres amerykański autoryzował budowę „Maine” 3 sierpnia 1886, stępkę położono 17 października 1888 w stoczni Marynarki Wojennej w Nowym Jorku (New York Navy Yard). Wodowany został 18 listopada 1889, wszedł do służby 17 września 1895.
„Maine” był pierwszym dużym okrętem pancernym zbudowanym w amerykańskich stoczniach – klasyfikowany był początkowo jako krążownik pancerny z oznaczeniem ACR-1 (Armored Cruiser no. 1), później jako pancernik II klasy. Ustępował jednakże krążownikom pancernym w prędkości, a typowym pancernikom tego okresu w opancerzeniu i uzbrojeniu, zbliżając się do klasy pancerników przybrzeżnych. Był jedynym okrętem swojego typu; projekt nie był oceniany jako udany.
Pancerz składał się z 613 ton najbardziej wytrzymałej stali Harveya, 498 ton stali niklowej i 34 ton zwykłej stali.

## Służba

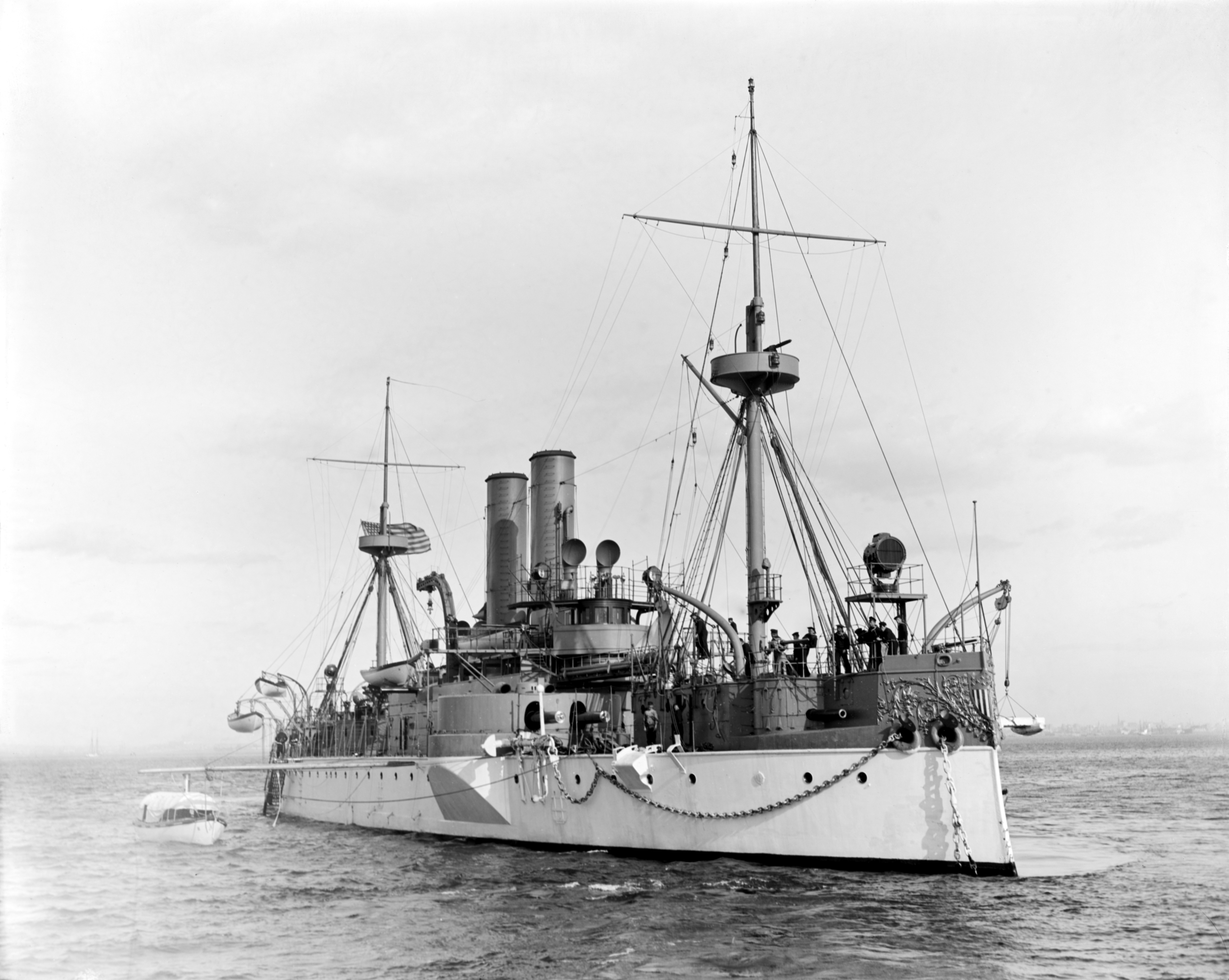
„Maine” w 1897

USS „Maine” służył na wodach wschodniego wybrzeża USA i basenu Morza Karaibskiego. W styczniu 1898 „Maine” został wysłany do Hawany na Kubie, z zadaniem ochrony amerykańskich interesów podczas lokalnych rozruchów i powstania. 15 lutego 1898, o godzinie 21:40, „Maine” eksplodował w porcie w Hawanie i natychmiast zatonął, pociągając ze sobą 260 członków załogi. Dalszych 6 zmarło wkrótce w szpitalu. Jak się okazało następnie, wybuchło ponad 5 ton ładunków prochowych do dział w komorze amunicyjnej, rozrywając całą cześć dziobową. Kapitan Charles Sigsbee i większość oficerów przeżyli, gdyż ich kajuty znajdowały się na rufie.
Rząd amerykański wszczął dochodzenie w celu wyjaśnienia przyczyn wybuchu. 28 marca 1898 orzeczono, że wybuch komory amunicyjnej został spowodowany przez minę. Rząd i amerykańska opinia publiczna, podsycana przez agresywne dziennikarstwo, oskarżyły o zatopienie okrętu Hiszpanów, których kolonią była wówczas Kuba. W sytuacji dotychczasowego napięcia w stosunkach Stanów Zjednoczonych z Hiszpanią, wybuch na „Maine” stał się bezpośrednim pretekstem przyspieszającym wybuch wojny amerykańsko-hiszpańskiej, która przyniosła hiszpańskiej flocie klęskę pod Santiago de Cuba. Remember the Maine (Pamiętajcie „Maine”) było amerykańskim zawołaniem bojowym podczas wojny z Hiszpanią.
2 lutego 1912 wrak „Maine” został podniesiony i wyholowany na pełne morze, gdzie został 16 marca 1912 zatopiony z ceremoniałem wojskowym w Zatoce Meksykańskiej na głębokiej wodzie. Maszt „Maine” jest obecnie pomnikiem na cmentarzu w Arlington, gdzie pochowane są ofiary zatonięcia.
Przyczyna zatonięcia „Maine” nie została jednak jednoznacznie wyjaśniona. W 1976 admirał Hyman Rickover z US Navy opublikował wyniki dochodzenia, w którym ustalił, że przyczyna wybuchu na „Maine” była wewnętrzna, najprawdopodobniej był nią samozapłon węgla w zasobniach okrętu. Jest to uznawane za najbardziej prawdopodobną teorię, mimo to jest ona kwestionowana przez niektórych historyków, twierdzących, że samozapłon węgla był mało prawdopodobny. Istnieje również teoria, że zatopienie „Maine” było celowym sabotażem ze strony amerykańskiej w celu podburzenia opinii publicznej do wojny z Hiszpanią.

## Dane techniczne
Uzbrojenie:
- 4 działa kalibru 254 mm (w 2 wieżach dwudziałowych, rozmieszczonych diagonalnie – niesymetrycznie po jednej na każdej z burt – 2×II)
- 6 dział kalibru 152 mm
- 7 dział 6-funtowych
- 8 dział 1-funtowych
- 4 wyrzutnie torpedowe kalibru 450 mm

Opancerzenie (stal Harveya):
- burtowy pas pancerny – 305 mm
- pokład – 51 mm
- wieże artylerii głównej – 203 mm
- barbety artylerii głównej – 305 mm
- stanowisko dowodzenia – 254 mm